# Bavet (Cambodge)
Bavet (khmer : បាវិត [ɓaːʋət]) est la plus grande ville de la province de Svay Rieng, au Cambodge. C'est une ville-frontière entre le Cambodge et le Viêt Nam. Son homologue de l'autre côté de la frontière est Mộc Bài, au Vietnam.
Bavet appartient à l'une des provinces les plus pauvres du Cambodge. En fait, sa seule ressource économique est sa position sur la NH1 sur la ligne droite entre Ho Chi Minh Ville et Phnom Penh.[réf. nécessaire]
Bavet est l'une des "zones économiques spéciales" (SEZ) du Cambodge. L'activité économique la plus évidente de Bavet sont les casinos et les rings de combats de coqs, fréquentés par les Vietnamiens.
Conformément à la politique de décentralisation du gouvernement cambodgien, la commune de Bavet est devenue une municipalité par sous-décret en décembre 2008. Le pont de Neak Loeang, de deux kilomètres de long, financé par le Japon, a été achevé en avril 2015. C'est le plus long pont du Cambodge. Une autoroute financée par la Chine est planifiée, ainsi qu'une voie de chemin de fer.

## Galerie

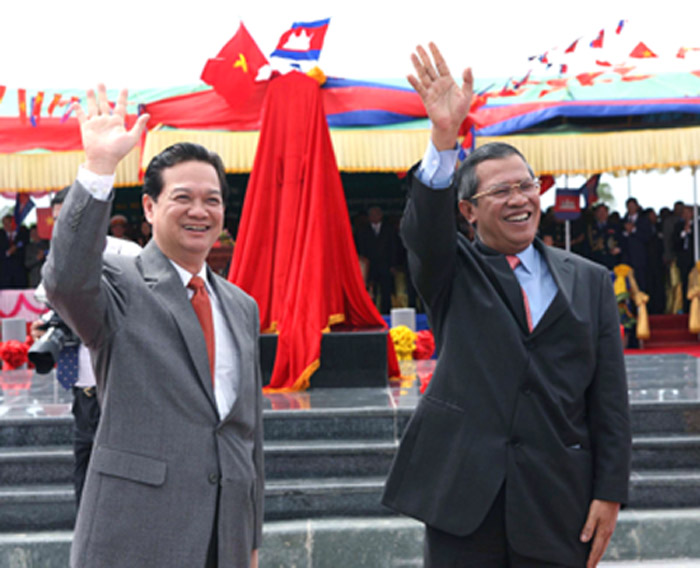
Nguyen Tan Dung, Premier ministre vietnamien, et Hun Sen, Premier ministre cambodgien, posent la borne-frontière Mộc Bài-Bavet le 11 mars 2007.
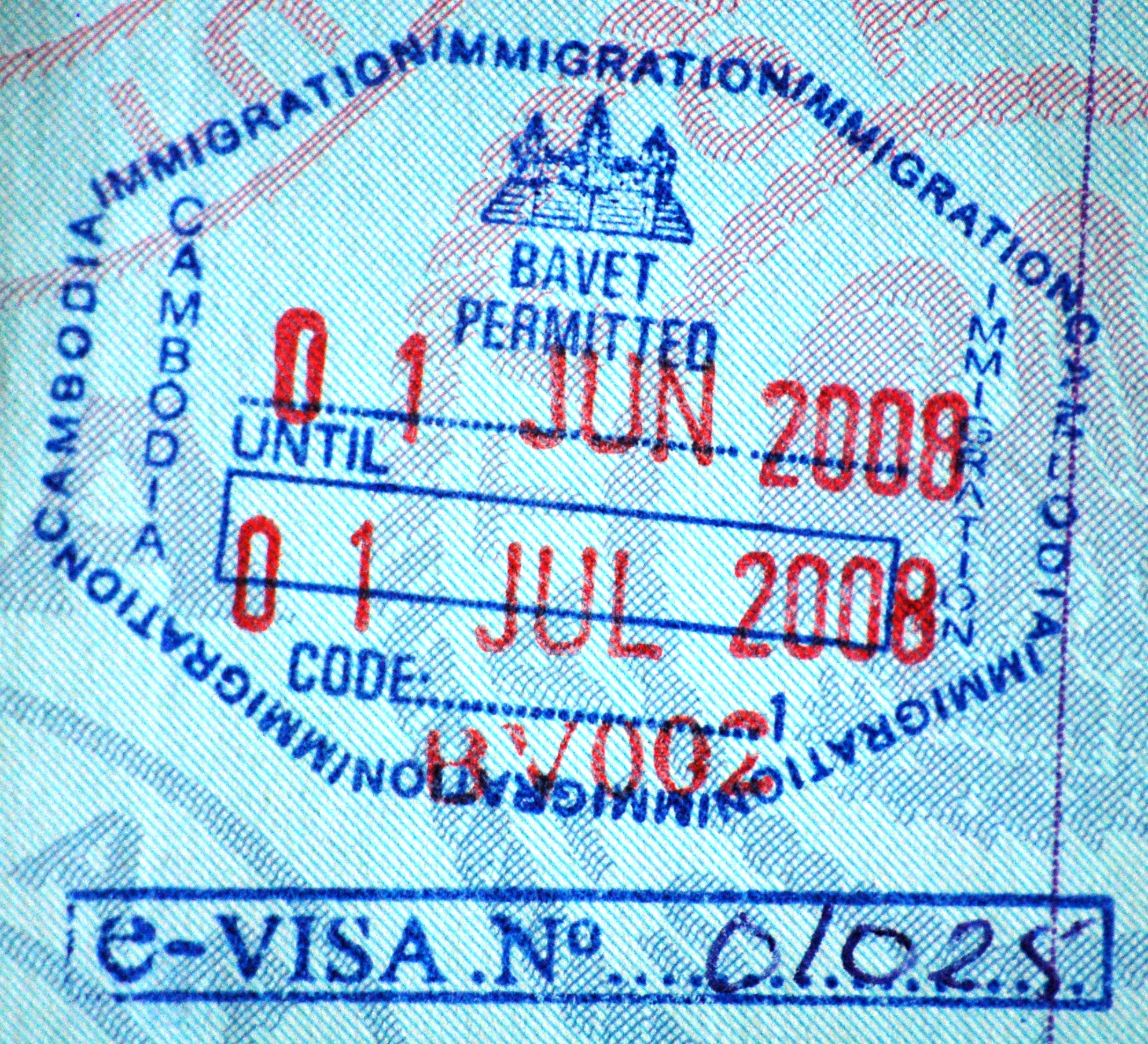
Passeport cachet d'entrée délivré à Bavet.